# 大川郡

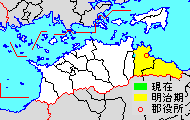
香川県大川郡の範囲（水色：後に他郡から編入された地域）

大川郡（おおかわぐん）は、香川県にあった郡。

## 郡域
1899年（明治32年）に発足した当時の郡域は、現在の行政区画では概ね以下の区域に相当する。
- さぬき市（昭和を除く）
- 東かがわ市

さぬき市昭和は後に木田郡から当郡に編入されている。さぬき市は旧寒川郡、東かがわ市は旧大内郡の区域とほぼ一致する。

## 歴史

### 沿革

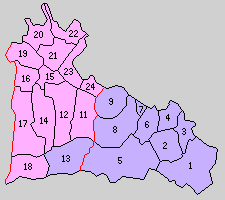
1.相生村 2.小海村 3.引田村 4.松原村 5.福栄村 6.白鳥村 7.三本松町 8.誉水村 9.丹生村 11.松尾村 12.富田村 13.五名山村 14.石田村 15.神前村 16.造田村 17.長尾村 18.多和村 19.志度町 20.鴨部下庄村 21.鴨部村 22.小田村 23.津田町 24.鶴羽村（紫：東かがわ市 桃：さぬき市）

- 明治32年（1899年）4月1日 - 郡制の施行により大内郡・寒川郡の区域をもって大川郡が発足。下記の町村が所属。（3町20村）
  - 旧・大内郡（1町8村） - 相生村、小海村、引田村、松原村、福栄村、白鳥村、三本松町、誉水村、丹生村
  - 旧・寒川郡（2町12村） - 松尾村、富田村、五名山村、石田村、神前村、造田村、長尾村、奥山村、志度町、鴨部下庄村、鴨部村、小田村、津田町、鶴羽村
- 明治42年（1909年）10月1日 - 引田村が町制施行して引田町となる。（4町19村）
- 明治43年（1910年）1月1日 - 松原村が町制施行・改称して白鳥本町となる。（5町18村）
- 大正4年（1915年）11月10日 - 長尾村が町制施行して長尾町となる。（6町17村）
- 大正5年（1916年）1月1日 - 鴨部下庄村が鴨庄村に改称。
- 大正8年（1919年）1月1日 - 奥山村が多和村に改称。
- 大正12年（1923年）
  - 3月31日 - 郡会が廃止。郡役所は存続。
  - 4月1日 - 五名山村が五名村に改称。
- 大正15年（1926年）6月30日 - 郡役所が廃止。以降は地域区分名称となる。
- 昭和29年（1954年）4月1日 - 誉水村・丹生村が合併して大内町が発足。（7町15村）
- 昭和30年（1955年）
  - 1月1日 - 志度町・鴨庄村・小田村が合併し、改めて志度町が発足。（7町13村）
  - 3月15日 - 大内町・三本松町が合併し、改めて大内町が発足。（6町13村）
  - 4月1日（6町10村）
    - 引田町・相生村・小海村が合併し、改めて引田町が発足。
    - 長尾町・多和村が合併し、改めて長尾町が発足。

  - 4月15日 - 富田村・松尾村が合併して大川村が発足。（6町9村）
  - 7月1日（6町5村）
    - 白鳥本町・白鳥村・五名村・福栄村が合併して白鳥町が発足。
    - 神前村・石田村が合併して寒川村が発足。
- 昭和31年（1956年）
  - 9月8日 - 津田町・鶴羽村が合併し、改めて津田町が発足。（6町4村）
  - 9月16日 - 長尾町・造田村が合併し、改めて長尾町が発足。（6町3村）
  - 9月30日 - 鴨部村が志度町に編入。（6町2村）
- 昭和34年（1959年）11月1日 - 長尾町が木田郡三木町の一部（井戸の一部、現さぬき市昭和）を編入。
- 昭和36年（1961年）9月1日（8町）
  - 大川村が町制施行して大川町となる。
  - 寒川村が町制施行して寒川町となる。
- 平成14年（2002年）4月1日 - 志度町・長尾町・津田町・寒川町・大川町が合併してさぬき市が発足し、郡より離脱。（3町）
- 平成15年（2003年）4月1日 - 白鳥町・引田町・大内町が合併して東かがわ市が発足。同日大川郡消滅。香川県内では1899年の郡の再編以来、初の郡消滅となった。

## 行政
歴代郡長
| 代 | 氏名 | 就任年月日               | 退任年月日                | 備考                   |
| -- | ---- | ------------------------ | ------------------------- | ---------------------- |
| 1  |      | 明治32年（1899年）4月1日 |                           |                        |
|    |      |                          | 大正15年（1926年）6月30日 | 郡役所廃止により、廃官 |